# میچل مییازاوا
میچل مییازاوا (ژاپنی: 宮澤 ミシェル؛ زادهٔ ۱۴ ژوئیهٔ ۱۹۶۳) بازیکن فوتبال اهل ژاپن است.
از باشگاه‌هایی که در آن بازی کرده‌است می‌توان به باشگاه فوتبال جف یونایتد ایچیهارا چیبا اشاره کرد.